# تاتيانا ليسينكو
 تاتيانا فيكتوريفا ليسينكو  ( الروسية : Татьяна Викторовна Лысенко ; من مواليد 17 سبتمبر 1983 في باتايسك ) ملازم في القوات المسلحة الروسية ولاعبة روسية المتخصصة في رمي المطرقة. حاملة الميدالية الذهبية بطلة العالمية عام 2011، والميدالية الذهبية الأوروبية عام 2006، والميدالية الذهبية الوطنية عام 2005، 2009، 2012. حامل الرقم القياسي الروسي وحامل الرقم القياسي العالمي سابقا، أستاذ فخري للرياضة في روسيا.
فازت بالميدالية الذهبية في الألعاب الأولمبية الصيفية 2012، ولكن تم العثور على آثار للمادة المحظورة تورينابول أثناء إعادة اختبار العينات المأخوذة خلال ألعاب بكين ولندن. ألغت اللجنة الأولمبية الدولية نتائج دورة لندن للألعاب الأولمبية. رفضت بيلوبورودوفا إعادة الميدالية الذهبية.
في الأول من فبراير 2019، وبموجب قرار من محكمة التحكيم الرياضية في لوزان، تم تجريدها من الميدالية الذهبية التي حصلت عليها في بطولة العالم 2013 في موسكو.

## وصلات خارجية
- تاتيانا ليسينكو على موقع الاتحاد الدولي لألعاب القوى (الإنجليزية)
- تاتيانا ليسينكو على موقع الدوري الماسي (الإنجليزية)
- تاتيانا ليسينكو على موقع اللجنة الأولمبية الدولية (الإنجليزية)
- تاتيانا ليسينكو على موقع أوليمبيديا (الإنجليزية)